# Coutures (Gironde)
Coutures is een gemeente in het Franse departement Gironde (regio Nouvelle-Aquitaine) en telt 87 inwoners (2009). De plaats maakt deel uit van het arrondissement Langon.

## Geografie
De oppervlakte van Coutures bedraagt 3,3 km², de bevolkingsdichtheid is dus 26,4 inwoners per km².
De onderstaande kaart toont de ligging van Coutures (Gironde) met de belangrijkste infrastructuur en aangrenzende gemeenten.

## Demografie
Onderstaande figuur toont het verloop van het inwonertal (bron: INSEE-tellingen).

1. ↑  Populations de référence 2022.